# سپت‌لی (تاش‌اوا)
سپت‌لی (به لاتین: Sepetli) یک منطقهٔ مسکونی در ترکیه است که در تاشوا واقع شده‌است.